# Ivar Benløs
Ivar Benløs (engelsk Hyngwar) er en sagnskikkelse, søn af Kraka og Ragnar Lodbrog.

## Tilnavnet
Sit tilnavn fik han, fordi han var født med brusk i stedet for knogler; ellers var han stor og smuk og den klogeste af parrets børn. Ifølge Ragnar Lodbrogs saga sagde Kraka til sin brudgom, at det ville blive til uheld, hvis han kom hende nær på bryllupsnatten. Han skulle vente tre nætter; ellers kom barnet ved undfangelsen til at tage skade og blive født uden knogler. Sådan gik det, fordi Ragnar ikke rettede sig efter hende. De fik også sønnerne Bjørn Jernside, Hvidsærk og Ragnvald, der voksede sig til djærve krigere. Når de drog ud, blev Ivar båret, for han kunne ikke selv gå; men han var sine brødres rådgiver i alt. 

## Slaget i Whitby
Ragnar gav sin sønner veludrustede skibe og øvede hærmænd, så de kunne drage i viking, hvor de vandt meget gods. Ivar Benløs foreslog brødrene, at de skulle angribe Whitby, for den by havde mange søgt at vinde; men selv Ragnar Lodbrog havde måttet give op. Så sejlede de til Whitby, hvor Ragnvald, den yngste, blev ladt tilbage for at vogte skibene. Ivar advarede om, at mændene i borgen havde to troldkøer, der havde skræmt andre angribere væk ved at brøle. Under angrebet blev Ivar Benløs båret på et skjold foran sine mænd. Med en bue skød han begge troldkøer, så de faldt døde om. Ragnvald sluttede sig nu til kampen, men det endte med, at han faldt. Til sidst trængte brødrene ind i borgen, jog borgmændene på flugt og satte ild til alle husene i borgen, nedbrød murene og stjal alt det gods i borgen, de kom over.

## Troldkoen i Uppsala
Efter at Ivar Benløs’ to ældre halvbrødre var blevet dræbt i hærfærd mod kong Øystein i Uppsala, lod han sig overtale til et hævntogt. En del af hæren tog til Sverige over land; hans mor Kraka fulgte hæren, og kaldte sig Randalin for at undgå genkendelse. Brødrene kom med skib til kong Øysteins rige. Her brændte og dræbte de hvert menneske og dyr, de kom over. Kong Øystein samlede sin hær og slap sin troldko Sibilja løs, da de nærmede sig. Da Ivar Benløs hørte koens brølen, fik han sine mænd til at larme, så meget de formåede med våben og krigsråb, så de hørte mindst muligt af koens brøl. Ivar, der måtte bæres, bad sine mænd kaste ham mod koen, når den nærmede sig; for så ville enten koen eller han lade livet. Han fik dem også til at skære ham en bue og pile. Da Sibilja brølede, hørte de hende lige så godt i al larmen, som hvis de havde tiet, og Lodbrogsønnerne var i forvirringen nær ved at begynde at slås indbyrdes. Da greb Ivar sin bue og skød med et smæld og traf troldkoen. Hun ravede mod Ivar, og hans mænd smed ham af al kraft mod hende. På koens ryg var han så tung, som om et helt bjerg var faldet ned på hende, og knuste hver knogle. Sådan mødte Sibilja sin bane. Til sidst faldt kong Øystein også; men de overlevende af hans mænd fik grid. Ivar ville ikke hærge landet, når det var uden høvding, og brødrene drog sejrende hjem. 

## Hærfærd i Italien
Ivar Benløs og hans brødre drog hærgende helt til Italien. Som anfører havde de Bjørn Jernsides fosterfar Håstein, der i udlandet blev kaldt Hasting. Efter en lang sejlads nåede de en stor borg, som de tog for at være Rom. I virkeligheden var det en by nord for Rom, men en stærk fæstning. Hasting fandt på en list. Hans sendemænd til borggreven og biskoppen forklarede, at de ikke kom med ufred, men kun for at købe, hvad de behøvede. Men nu var deres høvding, Hasting, blevet syg og lå på det sidste; men inden sin død ønskede han at blive døbt. Dette glædede biskoppen, som fik Hasting båret ind i kirken og døbt. Næste nat kom sendemændene med bud om, at deres herre var død, men gerne ville begraves i byens kloster. Biskop og præster gjorde alt parat og sang messer for hans sjæl. Byporten blev åbnet, og ind kom vikingerne med kisten. Men da den var stillet op foran alteret, åbnede låget sig brat, og ud sprang Hasting lyslevende og huggede greven ned. Derefter sprang hans følge frem, dræbte de våbenløse præster og huggede menigheden ned for fode. Lodbrogsønnerne bildte sig ind, at de nu havde erobret selveste "Romaborg" (Rom) og dermed herredømme over hele verden. Det harmede dem, da misforståelsen blev opklaret. En gammel vejfarende dukkede op, og de bad ham sige, hvor langt der var til Rom. Han viste dem sine jernsko: "De er nu gamle, og dem, jeg har på ryggen, er også slidt. Men dengang jeg drog fra Rom, bandt jeg de slidte sko på fødderne, og da var begge par nye. Og siden har jeg vandret hele tiden." Da mistede Lodbrogsønnerne modet, og vendte om. 

## Hævn for Ragnars død
Da nyheden om Ragnars død i ormegården nåede brødrene, blev Ivars ansigt snart rødt, snart blåt, snart blegt og snart opsvulmet af sindsbevægelse. Men da Hvidsærk av hævnlyst ville slå kong Ællas sendemænd ihjel, sørgede Ivar for, at de drog bort i fred med proviant til rejsen. Ved hjemkomsten fortalte de dette til kong Ælla, som sagde, at den eneste, de behøvede at frygte, var Ivar. Derfor satte han vagter ud over hele sit rige. 
Imens lagde Ragnarsønnerne råd op om, hvordan de skulle få Ragnar hævnet. Ivar sagde sig tilfreds med mandebod i rede mønt fra kong Ælla, for han syntes, deres far havde været tankeløs; han havde forberedt sig dårligt og havde ingen grund til at angribe kong Ælla. Det blev Ivars brødre meget forbitrede over. Hvert skib i Danmark skulle udrustes og med i angrebet! De kom også af sted, men tabte slaget i England. Ivar Benløs bad dem så om at råde over hans rige hjemme, mens han selv tog til England og søgte forlig med kongen. Høflig og beskeden bad han kong Ælla om så meget af hans rige, som en oksehud kunne spænde om, og ret til at bygge en vold omkring. Det syntes Ælla ikke, han kunne nægte manden, når Ivar tilmed svor, ikke at kæmpe mod ham. Men Ivar kom med en hud af en stor okse, og den lod han lægge i blød og strække, før han fik den skåret til en kolossalt lang snor, der spændte om et område stort nok til, at en hel borg fik plads indenfor en stor mur. Der lod han bygge "Londonborg". Den samme historie fortælles om Dido, da hun anlagde Kartagos borg. 
Ivar gav med begge hænder til enhver, der ville bosætte sig i borgen, og folk søgte hans råd. Efterhånden fik han en ven i hver mand; også kong Ælla lyttede til hans råd og havde stor hjælp af ham til at styre landet. Ivar sendte bud til sine brødre om guld og sølv, som han skænkede til dem, der ville holde sig i ro, om det kom til krig; og han fik også sine brødre til at udlyse leding. Brødrene samlede de mænd, de rådede over i Danmark og Gøtaland og sejlede mod England. Kong Ælla rustede sig, men havde tabt mange tilhængere til Ivar, der sagde til ham, at han stadig huskede, hvad han havde svoret. "Men mine brødre kan jeg ikke svare for." De nedkæmpede den engelske hær, og kongen selv blev fanget. Ivar havde overholdt sin ed om ikke selv at gå til kamp mod Ælla; men han bad sine brødre om at give kongen en mærkelig død, og han endte sit liv i blodørnritualet, der er ligeså mytisk som historien om London og oksehuden. Nu kunne brødrene anse Ragnar som hævnet; og Ivar Benløs blev boende som regent i England, mens hans brødre rejste hjem og overtog det rige, de sammen havde delt. Fra nu af skiltes deres veje. Ivar Benløs døde fredeligt i sin seng, men bad om at blive lagt i en gravhøj, hvorfra han kunne se, hvis der kom fjender mod Englands kyst. Det sagdes, at da Harald Hardråde kom til England, landede han ved Ivars gravhøj og blev dræbt i slaget ved Stamford Bridge; mens Vilhelm Erobreren ved ankomsten nedbrød Ivars gravhøj og tændte et stort bål, hvor den døde blev brændt. Bagefter vandt han England og blev konge i landet. 

## På film
Alex Høgh Andersen spiller Ivar Benløs i tv-serien Vikings. 